# Fabien Grellier
Fabien Grellier (Aizenay, 31 oktober 1994) is een Frans wielrenner die anno 2021 rijdt voor Team TotalEnergies.

## Carrière
Op 15 september 2015 werd bekend dat Grellier, net als zijn land- en teamgenoten Lilian Calmejane, Romain Cardis en Jérémy Cornu, een contract had getekend bij Direct Énergie, de opvolger van Team Europcar. Ruim een maand eerder werd Grellier tweede in het bergklassement van de Ronde van de Elzas, met ruime achterstand op Calmejane.
In 2017 was Grellier dicht bij zijn eerste profzege toen hij tweede werd in La Roue Tourangelle, waar Flavien Dassonville hem klopte in een sprint met drie. Anthony Delaplace werd derde. Later dat jaar werd Grellier dertiende in het eindklassement van de Ronde van Denemarken.

## Resultaten in voornaamste wedstrijden
| Jaar | Ronde van Italië | Ronde van Frankrijk | Ronde van Spanje |
| ---- | ---------------- | ------------------- | ---------------- |
| 2016 |                  |                     |                  |
| 2017 |                  |                     |                  |
| 2018 |                  | 120e                |                  |
| 2019 |                  | 121e                |                  |
| 2020 |                  | 117e                |                  |
| 2021 |                  |                     |                  |
| 2022 |                  |                     |                  |
| 2023 |                  |                     |                  |
| 2024 |                  | 90e                 |                  |
| 2025 |                  |                     |                  |

| Jaar | Milaan-San Remo | Parijs-Roubaix | Amstel Gold Race | Luik-Bast.‑Luik | Ronde van Lombardije | Waalse Pijl | Parijs-Tours |
| ---- | --------------- | -------------- | ---------------- | --------------- | -------------------- | ----------- | ------------ |
| 2016 |                 | opgave         | opgave           | opgave          |                      |             |              |
| 2017 |                 |                | opgave           | 82e             | opgave               | 110e        |              |
| 2018 |                 |                |                  | 114e            |                      |             |              |
| 2019 | 159e            |                |                  | opgave          |                      |             | opgave       |
| 2020 |                 |                |                  | 89e             |                      | 90e         |              |
| 2021 |                 |                |                  | 121e            |                      |             |              |
| 2022 |                 |                |                  | opgave          | opgave               |             |              |
| 2023 |                 |                | opgave           | opgave          | opgave               | 130e        |              |
| 2024 |                 |                |                  | 113e            |                      | opgave      |              |
| 2025 |                 |                |                  | 127e            |                      |             |              |

## Ploegen
- 2016 –  Direct Énergie
- 2017 –  Direct Énergie
- 2018 –  Direct Énergie
- 2019 –  Direct Énergie
- 2020 –  Total Direct Energie
- 2021 –  Total Direct Energie
- 2022 –  Team TotalEnergies
- 2023 –  TotalEnergies
- 2024 –  TotalEnergies
- 2025 –  TotalEnergies

Anderson · Boudat · Calmejane · Cardis · Chavanel · Coquard · Cornu · Duchesne · Gène · Grellier · Guillemois · Hurel · Jeandesboz · Morice · Nauleau · Petit · Pichot · Quéméneur · Sicard · Thévenot · Tulik · Voeckler · Gaillard (stagiair) · Ourselin (stagiair) · Sellier (stagiair)
Anderson · Boudat · Calmejane · Cardis · Chavanel · Coquard · Cornu · Duchesne · Gène · Grellier · Guillemois · Hivert · Hurel · Jeandesboz · Morice · Nauleau · Ourselin · Petit · Pichot · Quéméneur · Sicard · Tulik · Voeckler · Burgaudeau (stagiair) · Maitre (stagiair) · Orceau (stagiair)
Boudat · Calmejane · Cardis · Chavanel · Cornu · Cousin · Gaudin · Gène · Grellier · Hivert · Journiaux · Nauleau · Ourselin · Petit · Pichot · Quéméneur · Sellier · Sicard · Taaramäe · Tulik · Gaillard (stagiair) · Orceau (stagiair) · Rivière (stagiair) 
Bonifazio · Boudat · Burgaudeau · Calmejane · Cardis · Cousin · Gaudin · Gène · Grellier · Hivert · Journiaux · Ligthart · Nauleau · Ourselin · Petit · Pichot · Quéméneur · Sellier · Sicard · Taaramäe · Terpstra · Tulik · Turgis
Boasson Hagen · Bodnar · Bonifazio · Burgaudeau · Cabot · de la Parte · Doubey · Dujardin · Ferron · Geniez (tot 31/5) · Grellier · Jousseaume · Latour · Lawless · Manzin · Oss · Ourselin · Rodríguez · J. Sagan · P. Sagan · Simon · Soupe · Terpstra · Turgis · Van Gestel · Vuillermoz · Devanne (stagiair) · Vercher (stagiair)
Boasson Hagen · Bodnar · Bonnet · Burgaudeau · Cabot · Cras · de la Parte · Doubey · Dujardin · Ferron · Grellier · Jeannière · Jousseaume · Latour · Manzin · Oss · Ourselin · Sagan · Simon · Soupe · Tesson · Turgis · Van Gestel · Vercher · Vuillermoz · Boniface (stagiair) · Cialone (stagiair) · Grolier (stagiair)
Boniface · Bonnet · Burgaudeau · Cras · Doubey · Dujardin · Ferron · Gachignard · Grellier · Jeannière · Jegat · Jousseaume · Latour · Manzin · Ourselin · Simon · Soupe · Tesson · Turgis · Vadic · Van Gestel · Vercher · Vuillermoz · Boulahoite (stagiair) · Marcerou (stagiair) · Sanchez (stagiair)